# French Revolution. Freedom and Fight
 (mai 2025).
Motif : Rien trouvé en source
- Archive Wikiwix
- Bing
- Cairn
- DuckDuckGo
- E. Universalis
- Gallica
- Google
- G. Books
- G. News
- G. Scholar
- Persée
- Qwant
- (zh) Baidu
- (ru) Yandex
- (wd) trouver des œuvres sur Wikidata

| 1. | Préciser le motif de la pose du bandeau. | Précisez le motif de la pose du bandeau en utilisant la syntaxe suivante : {{admissibilité à vérifier\|date=mai 2025\|motif=remplacez ce texte par le motif}}                                             |
| 2. | Informer les utilisateurs concernés.     | Pensez à avertir le créateur de l'article, par exemple, en insérant le code ci-dessous sur sa page de discussion : {{subst:avertissement admissibilité à vérifier\|French Revolution. Freedom and Fight}} |

French Revolution. Freedom and Fight est un album studio enregistré par la Revolutionary Protest Choir sorti le 22 octobre 2012 chez le label Producciones AR. Il s'agit d'un album contenant quinze chansons révolutionnaires, communistes, socialistes, de résistances et plus généralement de gauche réarrangées et chantés en français (sauf pour la chanson Bandiera rossa où certains passages sont chantés en italien).

## Liste des chansons
| No  | Titre                     | Durée |
| --- | ------------------------- | ----- |
| 1.  | L'Internationale          | 3:20  |
| 2.  | Handi, camarades !        | 2:12  |
| 3.  | La Varsovienne            | 2:03  |
| 4.  | Solidarité                | 1:57  |
| 5.  | Le Chant des marais       | 3:38  |
| 6.  | Le Chant des survivants   | 3:00  |
| 7.  | Drapeau rouge             | 2:47  |
| 8.  | Bandiera rossa            | 1:50  |
| 9.  | Les quatre généraux       | 1:23  |
| 10. | L'Appel du komintern      | 2:22  |
| 11. | La Jeune Garde            | 3:42  |
| 12. | Le Front des travailleurs | 2:09  |
| 13. | Le Chant des martyrs      | 4:13  |
| 14. | Fleur cueillie...         | 4:13  |
| 15. | Les Partisans             | 2:39  |